# 克里斯塔利納峰
46°36′35″N 8°52′55″E / 46.609761°N 8.882006°E

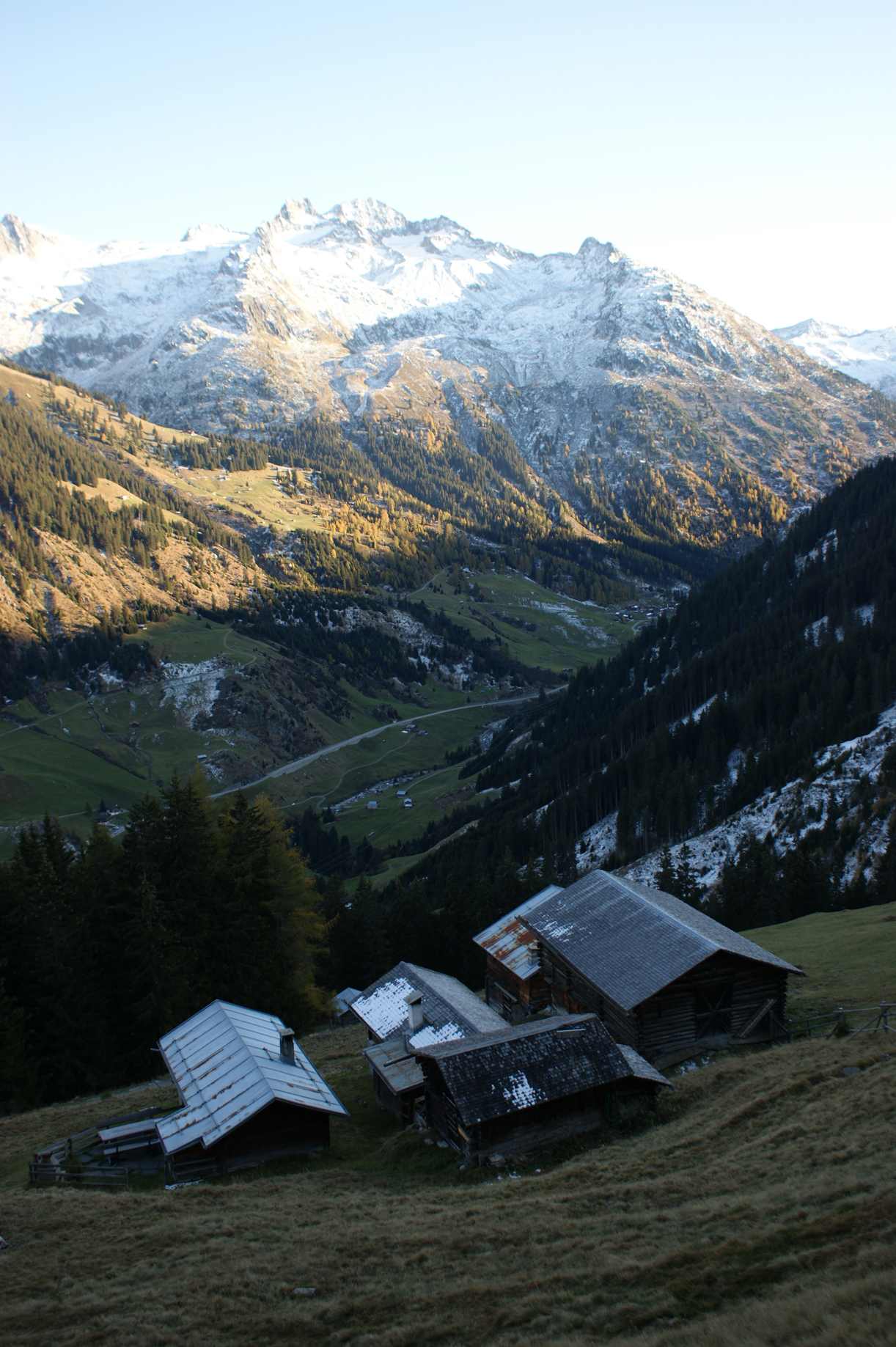

克里斯塔利納峰（Piz Cristallina），是瑞士的山峰，位於該國東南部，由格勞賓登州負責管轄，屬於阿爾布拉山脈的一部分，海拔高度3,128米，每年平均降雨量2,385毫米，人類在1782年首次登頂。